# Maurice Lévy (physicien)
Pour les articles homonymes, voir Lévy et Maurice Lévy.
Ne doit pas être confondu avec Maurice Lévy (mathématicien).
Maurice Marc Lévy, né le 7 septembre 1922 à Tlemcen en Algérie et mort le 13 avril 2022 à Neuilly-sur-Seine,,, est un physicien français,.

## Biographie
Maurice Lévy est le fils de Josué Lévy et Noémie Fisse. Il a deux sœurs, Lydia, née en 1923 et Denise, née en 1926. Lydia a travaillé à la Banque de l'Algérie, puis à la Banque de France. Denise est décédée à Alger en 1942.
Leur oncle, Marc Lévy, meurt en 1915 lors de la Bataille des Dardanelles. Le second prénom de Maurice est Marc, en mémoire de son oncle. Josué Lévy décède accidentellement en 1936.
Maurice Lévy passe le baccalauréat au Lycée Bugeaud à Alger, puis une licence de mathématiques et de physique à l'Université d'Alger, après avoir suivi une classe préparatoire. Il obtient ensuite un diplôme d'études supérieures en optique et entre au CNRS en 1945. Il quitte l'Algérie pour la France et entre au Laboratoire de recherches physiques de la Sorbonne (LRPS), dirigé par Jean Cabannes.
Après un séjour à l'Université de Leyde, il soutient sa thèse en 1949 sous la direction de Jean Cabannes. Louis de Broglie fait partie du jury.
En 1949, il part à l'Université de Manchester pour travailler sous la direction de Léon Rosenfeld. En 1950, il part à l'Institute for Advanced Study de Princeton, dirigé par Robert Oppenheimer.
Il revient en France en 1952, devient maître de recherche au CNRS et travaille au département de physique de l'ENS, dirigé par Yves Rocard. Il enseigne pendant douze ans la mécanique quantique aux élèves de première année de l'ENS. Il est nommé professeur à la Faculté des sciences de Bordeaux en 1953, puis à la Faculté des sciences de Paris en 1954. Il participe avec Yves Rocard à la création du Laboratoire de l'accélérateur linéaire (LAL).
Il est ensuite professeur à l'Université Pierre-et-Marie-Curie à partir de sa fondation en 1971, et chercheur au Laboratoire de physique théorique et des hautes énergies (LPTHE), collaborant notamment avec Jean-Louis Basdevant, ainsi qu'avec Jean Iliopoulos.
Du 19 décembre 1973 au 30 juin 1976, il est président du Centre national d'études spatiales.
Maurice Lévy devient le premier président de la Cité des sciences et de l'industrie de 1985 à 1987, après avoir été chargé en 1977 d'un rapport « sur l’intérêt pour la France de créer un musée des sciences, des techniques et des industries ».

## Publications

### Ouvrages
- Cours de russe et fiches personnelles de vocabulaire de Marcel Lévy, Archives centrales d'État des archives centrales de l'URSS, Fonds 232, 1-8, Paris, 1900.
- L'anisotropie moléculaire du pouvoir rotatoire naturel : étude théorique et expérimentale, Université de Paris, Paris, Masson, 1950.
- Électrodynamique quantique, fascicule 2, cours, année scolaire 1954-1955, Paris, Faculté des sciences de Paris, 1955.
- Électrodynamique quantique, cours, année scolaire 1954-1955, Paris, Office national des universités et écoles françaises, 1955.
- Physique théorique : électrodynamique quantique, cours, Paris, Office national des universités et écoles françaises, 1955.
- La spectroscopie en radiofréquences, réunions d'études et de mises au point tenues sous la présidence de Louis de Broglie, contributions d'Alfred Kastler, Pierre Grivet et Jean Brossel, préface d'Anatole Abragam, Paris, Éditions de la Revue d'optique théorique et instrumentale, 1957.
- Physique des électrons de haute énergie, cours professé à l'École d'été de physique théorique, Les Houches, Haute-Savoie, 1957.
- Physique des électrons de haute énergie, cours professé à l'École d'été de physique théorique, Les Houches, Haute-Savoie, Université de Grenoble, 1957.
- Physique théorique : physique des électrons de haute énergie, fascicule 1, Paris, Office national des universités et écoles françaises, 1958.
- Einstein, la physique et la philosophie, Strasbourg, Université Louis Pasteur, 1973.
- Contribution à l'étude de granulation solaire, 1974.
- Généralités sur les rayonnements nucléaires, Paris, ENSTA, 1975.

### Articles scientifiques
- Sur la théorie relativiste des forces nucléaires, parties 1–5, Comptes rendus hebdomadaires des séances de l'Académie des sciences, volume 235, pages 815, 922, 1255, 1671 et 1744, 1952.
- The non adiabatic treatment of the relativistic two-body problem, Physics Review, volume 88, page 72, 1952.
- The symmetrical pseudoscalar meson theory of nuclear forces, Physics Review, volume 86, page 806, 1952.
- Meson theory of the nuclear forces and low energy properties of the neutron-proton system, Physics Review, volume 88, page 725, 1952.
- Electromagnetic structure of nucleons, avec Donald Robert Yennie et David G. Ravenhall, Reviews of Modern Physics, volume 29, page 144, 1957.
- High energy behaviour of scattering amplitudes in quantum electrodynamics, Physics Review, volume 130, page 791, 1963.
- The axial vector current in beta decay, avec Murray Gell-Mann, in: Nuovo Cimento, volume 16, page 705, 1960.

## Décorations et prix
- Commandeur de la Légion d'honneur, promu par décret du 13 juillet 1993[9].
- Officier de l'ordre national du Mérite, 1967.
- Prix Félix-Robin, 1959.